# Iwan Bielajew (lekkoatleta)
Iwan Pawłowycz Bielajew (ukr.  Іван Павлович Бєляєв, ur. 8 lutego 1935 w Charkowie) – ukraiński lekkoatleta startujący w barwach ZSRR, medalista olimpijski.
Specjalizował się w biegu na 3000 metrów z przeszkodami. Na igrzyskach olimpijskich w 1964 w Tokio zdobył brązowy medal w tej konkurencji.
Był mistrzem ZSRR w biegu na 3000 metrów z przeszkodami w 1964 i brązowym medalistą w 1967. Jego rekord życiowy, ustanowiony w 1965, wynosił 8:29,6. Był zawodnikiem klubu Awangard Dniepropetrowsk.